# Municipio de Union (condado de Perry, Indiana)
El municipio de Union (en inglés: Union Township) es un municipio ubicado en el condado de Perry en el estado estadounidense de Indiana. En el año 2010 tenía una población de 557 habitantes y una densidad poblacional de 4,99 personas por km².

## Geografía
El municipio de Union se encuentra ubicado en las coordenadas 38°5′54″N 86°31′19″O / 38.09833, -86.52194. Según la Oficina del Censo de los Estados Unidos, el municipio tiene una superficie total de 111.69 km², de la cual 109,48 km² corresponden a tierra firme y (1,98 %) 2,21 km² es agua.

## Demografía
Según el censo de 2010, había 557 personas residiendo en el municipio de Union. La densidad de población era de 4,99 hab./km². De los 557 habitantes, el municipio de Union estaba compuesto por el 97,85 % blancos, el 0,9 % eran asiáticos, el 0,18 % eran de otras razas y el 1,08 % eran de una mezcla de razas. Del total de la población el 0 % eran hispanos o latinos de cualquier raza.